# Аспорча хатун
Аспорча хатун (на турски: Asporça Hatun) е една от съпругите на османския владетел Орхан I. Майка на неговия син Ибрахим (1310-1360), екзекутиран при възкачването на престола от неговия полубрат Мурад I. Аспорча хатун родила на Орхан също и две дъщери и по всяка вероятност още един син.
За произхода на Аспорча хатун има няколко версии. Според едната тя е гъркиня с рождено име Холофира, похитена от османците в деня на нейната сватба. Според втората версия Аспорча е дъщеря на византийския император Андроник III Палеолог. Тази версия изглежда напълно невероятна предвид факта, че Андроник е роден през 1297 г., а синът на Аспорча Ибрахим е известно, че е роден през 1310 г.
Запазен е документ за създаване на вакъф на Аспорча от септември 1323 г., според който тя желае доходите от дарените ѝ села от свекър ѝ Осман I да останат за нейните потомци. За свидетел е посочен първият в историята на Османската империя велик везир Алаедин паша, а за разпоредител на имуществото е определен синът на Аспорча – Ибрахим.
Освен Ибрахим Аспорча хатун ражда на Орхан и дъщеря Фатма, както и още една дъщеря, наречена от историка Лесли Пиърс Селчук хатун. Историкът Халил Иналджик посочва, че в документа е отбелязан и още един неин син на име Шерефула.
Не са известни нито рождената дата, нито датата на смъртта на Аспорча. Смята се, че е погребана в Бурса при съпруга си, но след разрушенията, предизвикани от земетресенията и пожарите, точното местоположение на останките на покойниците е трудно да се идентифицира. През XIX в. е извършена реконструкция на тюрбето на Осман I в Бурса.
В края на седемнадесети век към съда в Бурса се обръща една жена на име Салиха, която предявява правата си по своята част от наследството по този вакъфен документ като потомка на Аспорча.